# 865 Zubaida
865 Zubaida eller 1917 BO är en asteroid i huvudbältet, som upptäcktes 15 februari 1917 av den tyske astronomen Max Wolf i Heidelberg. Den är uppkallad efter karaktären Zobeide i operan Abu Hassan av Carl Maria von Weber.
Asteroiden har en diameter på ungefär 17 kilometer.